# Provincia di Puerto Plata

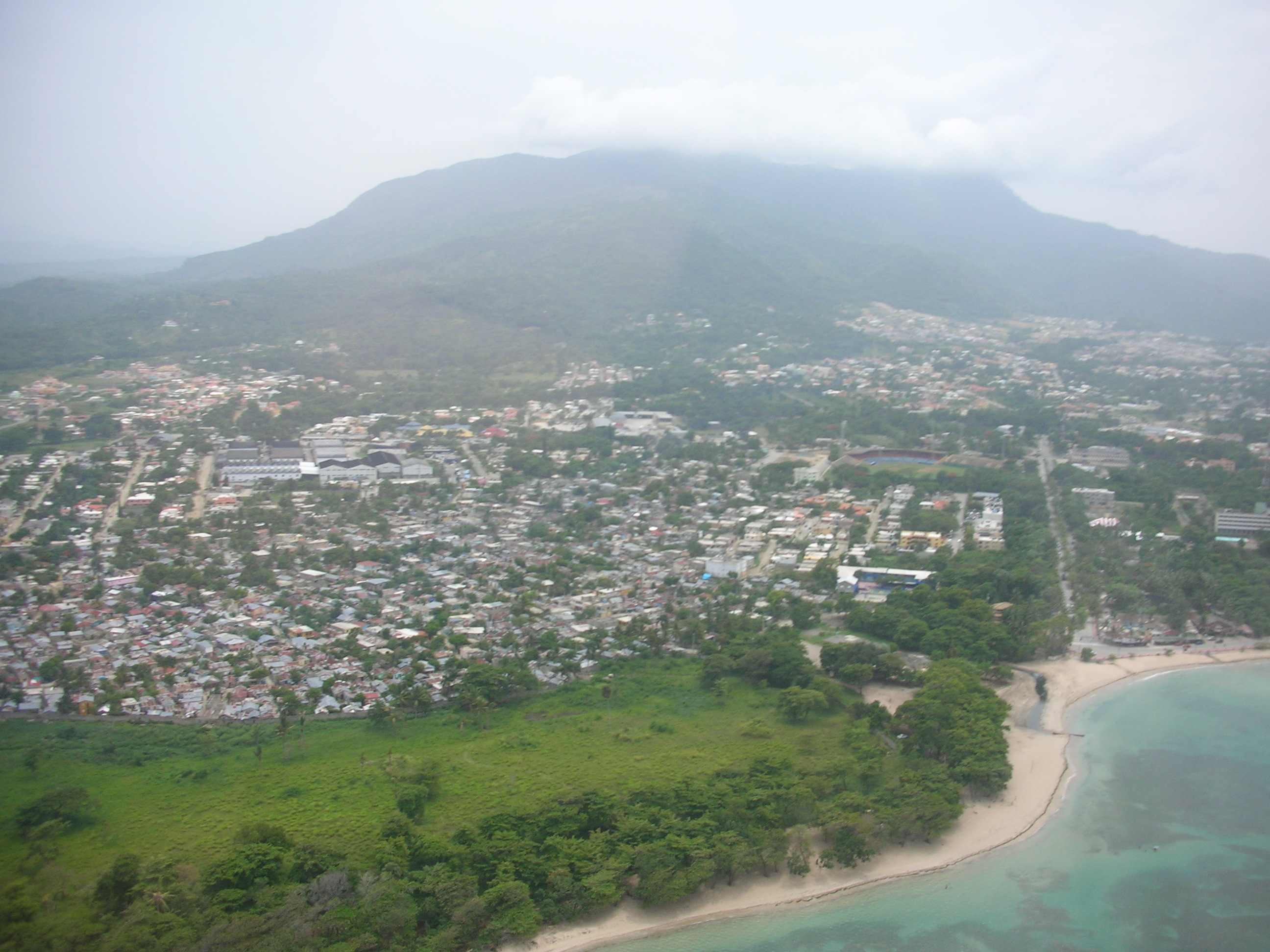
San Felipe de Puerto Plata.

Puerto Plata è una delle 32 province della Repubblica Dominicana. Il suo capoluogo è San Felipe de Puerto Plata.

## Confini
La provincia confina a nord con l'Oceano Atlantico, a est con la provincia di Espaillat, con la provincia di Santiago (Repubblica Dominicana) e la Provincia di Valverde a sud e con la provincia di Monte Cristi a ovest.

## Economia
L'economia si basa sull'agricoltura, industria e turismo. Importanti sono le industrie alimentari e delle bevande alcoliche. Le principali zone turistiche della provincia sono Sosúa, Cabarete, Playa Dorada y San Felipe de Puerto Plata.

## Geografia antropica

### Suddivisioni amministrative
La provincia si suddivide in 9 comuni e 12 distretti municipali (distrito municipal - D.M.):
- San Felipe de Puerto Plata
  - Maimón (D.M.)
  - Yásica Arriba (D.M.)
- Altamira
  - Río Grande (D.M.)
- Guananico
- Imbert
- Los Hidalgos
  - Cerro de Navas (D.M.)
- Luperón
  - Los Bellosos (D.M.)
  - La Isabela (D.M.)
- Sosúa
  - Cabarete (D.M.)
  - Sabaneta de Yásica (D.M.)
- Villa Isabela
  - Estero Hondo (D.M.)
  - La Jaiba (D.M.)
  - Gualete (D.M.)
- Villa Montellano